# Gullringstorp

Gullringstorp är en gård från 1643 i Västra Skrukeby socken (nuvarande Mjölby kommun). Den bestod av 1 mantal skatte. 

## Ägare och boende
- 1643-1650 Per
- 1821-1836 Anders Månsson, skatteman (1791-). 1/2 mantal.
- 1821-1834 Jöns Svensson, skatteman (1760-1834). 1/2 mantal.
- 1876-1890 Ernst Helge Fredrik Svartling (1834-). 1/2 mantal.
- 1881-1890 Maja Greta Danielsdotter (1833-). 1/2 mantal.

### Utjord
- 1876-1879 Fritjof Petersson i , Gärdslösa, Kumla.
- 1868-1890 Alfred Johansson (1839-). Äger hälften av utjorden.
- 1879-1890 Frans August Björling, snickare (1838-). Äger hälften av utjorden.